# Matt Healy
Pour les articles homonymes, voir Healy (homonymie).

a Compétitions nationales et continentales officielles uniquement.

b Matchs officiels uniquement.
Dernière mise à jour le 28 mai 2020.
Matthew Healy est un joueur de rugby à XV irlandais évoluant au poste d'ailier. Il joue dans l'équipe du Connacht et en équipe d'Irlande depuis 2016.

## Carrière
En 2012, Matt Healy rejoint la province du Connacht en provenance du club amateur dublinois, le Lansdowne RFC. Il rejoint ensuite le Connacht. Il joue d'abord principalement avec l'équipe réserve de la province, les Connacht Eagles dont il est élu meilleur joueur de la saison.
Lors de la saison 2015-2016, le Connacht fini à la deuxième place du classement de la saison régulière et se qualifie ainsi pour les demi finales du championnat pour la première fois de son histoire. Après avoir battu les Glasgow Warriors au Galway Sportsground en demi finale, le Connacht retrouve le Leinster en finale à Murrayfield (Édimbourg). Le Connacht s'impose en finale sur le score de 20 à 10, remportant ainsi pour la première fois de son histoire la compétition. Matt Healy inscrit le dernier essai de son équipe et fini en tête du classement des meilleurs marqueurs d'essais de la compétition avec 10 réalisations, à égalité avec son compatriote de l'Ulster, Craig Gilroy.  Il est alors appelé pour la première fois pour la trouvée du XV du Trèfle en Afrique du Sud à la fin de la saison. Il est titulaire pour le dernier match de la tournée.

## Palmarès
- Vainqueur du Pro12 en 2016
- Meilleur marqueur d'essais du Pro12 en 2016 avec 10 essais (à égalité avec Craig Gilroy)